# Seznam občin departmaja Cher
Seznam občin departmaja Cher zajema 290 občin.
- (CAB) Communauté d'agglomération de Bourges, ustanovljena leta 2003.

| INSEE | Poštna številka | Občina                        |
| ----- | --------------- | ----------------------------- |
| 18001 | 18250           | Achères                       |
| 18002 | 18200           | Ainay-le-Vieil                |
| 18003 | 18220           | Les Aix-d'Angillon            |
| 18004 | 18110           | Allogny                       |
| 18005 | 18500           | Allouis                       |
| 18006 | 18340           | Annoix (CAB)                  |
| 18007 | 18150           | Apremont-sur-Allier           |
| 18008 | 18340           | Arçay (CAB)                   |
| 18009 | 18200           | Arcomps                       |
| 18010 | 18170           | Ardenais                      |
| 18011 | 18410           | Argent-sur-Sauldre            |
| 18012 | 18140           | Argenvières                   |
| 18013 | 18200           | Arpheuilles                   |
| 18014 | 18260           | Assigny                       |
| 18015 | 18700           | Aubigny-sur-Nère              |
| 18016 | 18220           | Aubinges                      |
| 18017 | 18600           | Augy-sur-Aubois               |
| 18018 | 18520           | Avord                         |
| 18019 | 18220           | Azy                           |
| 18020 | 18300           | Bannay                        |
| 18021 | 18210           | Bannegon                      |
| 18022 | 18260           | Barlieu                       |
| 18023 | 18800           | Baugy                         |
| 18024 | 18370           | Beddes                        |
| 18025 | 18320           | Beffes                        |
| 18026 | 18240           | Belleville-sur-Loire          |
| 18027 | 18520           | Bengy-sur-Craon               |
| 18028 | 18500           | Berry-Bouy (CAB)              |
| 18029 | 18210           | Bessais-le-Fromental          |
| 18030 | 18410           | Blancafort                    |
| 18031 | 18350           | Blet                          |
| 18032 | 18240           | Boulleret                     |
| 18033 | 18000           | Bourges (CAB)                 |
| 18034 | 18200           | Bouzais                       |
| 18035 | 18220           | Brécy                         |
| 18036 | 18120           | Brinay                        |
| 18037 | 18410           | Brinon-sur-Sauldre            |
| 18038 | 18200           | Bruère-Allichamps             |
| 18039 | 18300           | Bué                           |
| 18040 | 18130           | Bussy                         |
| 18041 | 18360           | La Celette                    |
| 18042 | 18200           | La Celle                      |
| 18043 | 18160           | La Celle-Condé                |
| 18044 | 18120           | Cerbois                       |
| 18045 | 18130           | Chalivoy-Milon                |
| 18046 | 18190           | Chambon                       |
| 18047 | 18380           | La Chapelle-d'Angillon        |
| 18048 | 18150           | La Chapelle-Hugon             |
| 18049 | 18140           | La Chapelle-Montlinard        |
| 18050 | 18570           | La Chapelle-Saint-Ursin (CAB) |
| 18051 | 18250           | La Chapelotte                 |
| 18052 | 18210           | Charenton-du-Cher             |
| 18053 | 18140           | Charentonnay                  |
| 18054 | 18350           | Charly                        |
| 18055 | 18290           | Chârost                       |
| 18056 | 18800           | Chassy                        |
| 18057 | 18370           | Châteaumeillant               |
| 18058 | 18190           | Châteauneuf-sur-Cher          |
| 18059 | 18170           | Le Châtelet                   |
| 18060 | 18350           | Chaumont                      |
| 18061 | 18140           | Chaumoux-Marcilly             |
| 18062 | 18150           | Le Chautay                    |
| 18063 | 18190           | Chavannes                     |
| 18064 | 18120           | Chéry                         |
| 18065 | 18160           | Chezal-Benoît                 |
| 18066 | 18290           | Civray                        |
| 18067 | 18410           | Clémont                       |
| 18068 | 18130           | Cogny                         |
| 18069 | 18200           | Colombiers                    |
| 18070 | 18260           | Concressault                  |
| 18071 | 18130           | Contres                       |
| 18072 | 18350           | Cornusse                      |
| 18073 | 18190           | Corquoy                       |
| 18074 | 18300           | Couargues                     |
| 18075 | 18320           | Cours-les-Barres              |
| 18076 | 18210           | Coust                         |
| 18077 | 18140           | Couy                          |
| 18078 | 18190           | Crézançay-sur-Cher            |
| 18079 | 18300           | Crézancy-en-Sancerre          |
| 18080 | 18350           | Croisy                        |
| 18081 | 18340           | Crosses                       |
| 18082 | 18150           | Cuffy                         |
| 18083 | 18270           | Culan                         |
| 18084 | 18260           | Dampierre-en-Crot             |
| 18085 | 18310           | Dampierre-en-Graçay           |
| 18086 | 18200           | Drevant                       |
| 18087 | 18130           | Dun-sur-Auron                 |
| 18088 | 18380           | Ennordres                     |
| 18089 | 18360           | Épineuil-le-Fleuriel          |
| 18090 | 18800           | Étréchy                       |
| 18091 | 18200           | Farges-Allichamps             |
| 18092 | 18800           | Farges-en-Septaine            |
| 18093 | 18360           | Faverdines                    |
| 18094 | 18300           | Feux                          |
| 18095 | 18350           | Flavigny                      |
| 18096 | 18500           | Foëcy                         |
| 18097 | 18110           | Fussy                         |
| 18098 | 18300           | Gardefort                     |
| 18099 | 18140           | Garigny                       |
| 18100 | 18310           | Genouilly                     |
| 18101 | 18150           | Germigny-l'Exempt             |
| 18102 | 18600           | Givardon                      |
| 18103 | 18310           | Graçay                        |
| 18104 | 18140           | Groises                       |
| 18105 | 18800           | Gron                          |
| 18106 | 18600           | Grossouvre                    |
| 18107 | 18200           | La Groutte                    |
| 18108 | 18150           | La Guerche-sur-l'Aubois       |
| 18109 | 18250           | Henrichemont                  |
| 18110 | 18140           | Herry                         |
| 18111 | 18250           | Humbligny                     |
| 18112 | 18170           | Ids-Saint-Roch                |
| 18113 | 18350           | Ignol                         |
| 18114 | 18160           | Ineuil                        |
| 18115 | 18380           | Ivoy-le-Pré                   |
| 18116 | 18300           | Jalognes                      |
| 18117 | 18260           | Jars                          |
| 18118 | 18320           | Jouet-sur-l'Aubois            |
| 18119 | 18130           | Jussy-Champagne               |
| 18120 | 18140           | Jussy-le-Chaudrier            |
| 18121 | 18130           | Lantan                        |
| 18122 | 18340           | Lapan                         |
| 18123 | 18800           | Laverdines                    |
| 18124 | 18120           | Lazenay                       |
| 18125 | 18240           | Léré                          |
| 18126 | 18340           | Levet                         |
| 18127 | 18160           | Lignières                     |
| 18128 | 18120           | Limeux                        |
| 18129 | 18340           | Lissay-Lochy                  |
| 18130 | 18170           | Loye-sur-Arnon                |
| 18131 | 18350           | Lugny-Bourbonnais             |
| 18132 | 18140           | Lugny-Champagne               |
| 18133 | 18400           | Lunery                        |
| 18134 | 18120           | Lury-sur-Arnon                |
| 18135 | 18170           | Maisonnais                    |
| 18136 | 18170           | Marçais                       |
| 18137 | 18290           | Mareuil-sur-Arnon             |
| 18138 | 18500           | Marmagne (CAB)                |
| 18139 | 18320           | Marseilles-lès-Aubigny        |
| 18140 | 18120           | Massay                        |
| 18141 | 18500           | Mehun-sur-Yèvre               |
| 18142 | 18200           | Meillant                      |
| 18143 | 18320           | Menetou-Couture               |
| 18144 | 18300           | Menetou-Râtel                 |
| 18145 | 18510           | Menetou-Salon                 |

| INSEE | Poštna številka | Občina                         |
| ----- | --------------- | ------------------------------ |
| 18146 | 18300           | Ménétréol-sous-Sancerre        |
| 18147 | 18700           | Ménétréol-sur-Sauldre          |
| 18148 | 18120           | Méreau                         |
| 18149 | 18380           | Méry-ès-Bois                   |
| 18150 | 18100           | Méry-sur-Cher                  |
| 18151 | 18250           | Montigny                       |
| 18152 | 18160           | Montlouis                      |
| 18153 | 18170           | Morlac                         |
| 18154 | 18350           | Mornay-Berry                   |
| 18155 | 18600           | Mornay-sur-Allier              |
| 18156 | 18220           | Morogues                       |
| 18157 | 18570           | Morthomiers (CAB)              |
| 18158 | 18390           | Moulins-sur-Yèvre              |
| 18159 | 18330           | Nançay                         |
| 18160 | 18350           | Nérondes                       |
| 18161 | 18600           | Neuilly-en-Dun                 |
| 18162 | 18250           | Neuilly-en-Sancerre            |
| 18163 | 18250           | Neuvy-Deux-Clochers            |
| 18164 | 18600           | Neuvy-le-Barrois               |
| 18165 | 18330           | Neuvy-sur-Barangeon            |
| 18166 | 18390           | Nohant-en-Goût                 |
| 18167 | 18310           | Nohant-en-Graçay               |
| 18168 | 18260           | Le Noyer                       |
| 18169 | 18200           | Nozières                       |
| 18170 | 18700           | Oizon                          |
| 18171 | 18200           | Orcenais                       |
| 18172 | 18200           | Orval                          |
| 18173 | 18130           | Osmery                         |
| 18174 | 18390           | Osmoy                          |
| 18175 | 18350           | Ourouer-les-Bourdelins         |
| 18176 | 18220           | Parassy                        |
| 18177 | 18130           | Parnay                         |
| 18178 | 18200           | La Perche                      |
| 18179 | 18110           | Pigny                          |
| 18180 | 18340           | Plaimpied-Givaudins (CAB)      |
| 18181 | 18290           | Plou                           |
| 18182 | 18290           | Poisieux                       |
| 18183 | 18210           | Le Pondy                       |
| 18184 | 18140           | Précy                          |
| 18185 | 18380           | Presly                         |
| 18186 | 18120           | Preuilly                       |
| 18187 | 18370           | Préveranges                    |
| 18188 | 18400           | Primelles                      |
| 18189 | 18110           | Quantilly                      |
| 18190 | 18120           | Quincy                         |
| 18191 | 18130           | Raymond                        |
| 18192 | 18270           | Reigny                         |
| 18193 | 18170           | Rezay                          |
| 18194 | 18220           | Rians                          |
| 18195 | 18600           | Sagonne                        |
| 18196 | 18600           | Saint-Aignan-des-Noyers        |
| 18197 | 18200           | Saint-Amand-Montrond           |
| 18198 | 18290           | Saint-Ambroix                  |
| 18199 | 18160           | Saint-Baudel                   |
| 18200 | 18300           | Saint-Bouize                   |
| 18201 | 18400           | Saint-Caprais                  |
| 18202 | 18220           | Saint-Céols                    |
| 18203 | 18270           | Saint-Christophe-le-Chaudry    |
| 18204 | 18130           | Saint-Denis-de-Palin           |
| 18205 | 18230           | Saint-Doulchard (CAB)          |
| 18208 | 18240           | Sainte-Gemme-en-Sancerrois     |
| 18206 | 18110           | Saint-Éloy-de-Gy               |
| 18222 | 18340           | Sainte-Lunaise                 |
| 18227 | 18700           | Sainte-Montaine                |
| 18235 | 18220           | Sainte-Solange                 |
| 18237 | 18500           | Sainte-Thorette                |
| 18207 | 18400           | Saint-Florent-sur-Cher         |
| 18209 | 18200           | Saint-Georges-de-Poisieux      |
| 18210 | 18100           | Saint-Georges-sur-la-Prée      |
| 18211 | 18110           | Saint-Georges-sur-Moulon       |
| 18212 | 18340           | Saint-Germain-des-Bois         |
| 18213 | 18390           | Saint-Germain-du-Puy (CAB)     |
| 18214 | 18100           | Saint-Hilaire-de-Court         |
| 18215 | 18320           | Saint-Hilaire-de-Gondilly      |
| 18216 | 18160           | Saint-Hilaire-en-Lignières     |
| 18217 | 18370           | Saint-Jeanvrin                 |
| 18218 | 18340           | Saint-Just (CAB)               |
| 18219 | 18330           | Saint-Laurent                  |
| 18220 | 18140           | Saint-Léger-le-Petit           |
| 18221 | 18190           | Saint-Loup-des-Chaumes         |
| 18223 | 18110           | Saint-Martin-d'Auxigny         |
| 18224 | 18140           | Saint-Martin-des-Champs        |
| 18225 | 18270           | Saint-Maur                     |
| 18226 | 18390           | Saint-Michel-de-Volangis (CAB) |
| 18228 | 18310           | Saint-Outrille                 |
| 18229 | 18110           | Saint-Palais                   |
| 18230 | 18170           | Saint-Pierre-les-Bois          |
| 18231 | 18210           | Saint-Pierre-les-Étieux        |
| 18232 | 18370           | Saint-Priest-la-Marche         |
| 18233 | 18300           | Saint-Satur                    |
| 18234 | 18370           | Saint-Saturnin                 |
| 18236 | 18190           | Saint-Symphorien               |
| 18238 | 18360           | Saint-Vitte                    |
| 18239 | 18800           | Saligny-le-Vif                 |
| 18240 | 18140           | Sancergues                     |
| 18241 | 18300           | Sancerre                       |
| 18242 | 18600           | Sancoins                       |
| 18243 | 18240           | Santranges                     |
| 18244 | 18290           | Saugy                          |
| 18245 | 18360           | Saulzais-le-Potier             |
| 18246 | 18240           | Savigny-en-Sancerre            |
| 18247 | 18390           | Savigny-en-Septaine            |
| 18248 | 18340           | Senneçay                       |
| 18249 | 18300           | Sens-Beaujeu                   |
| 18250 | 18190           | Serruelles                     |
| 18251 | 18140           | Sévry                          |
| 18252 | 18270           | Sidiailles                     |
| 18253 | 18220           | Soulangis                      |
| 18254 | 18340           | Soye-en-Septaine               |
| 18255 | 18570           | Le Subdray (CAB)               |
| 18256 | 18260           | Subligny                       |
| 18258 | 18300           | Sury-en-Vaux                   |
| 18259 | 18260           | Sury-ès-Bois                   |
| 18257 | 18240           | Sury-près-Léré                 |
| 18260 | 18350           | Tendron                        |
| 18261 | 18210           | Thaumiers                      |
| 18262 | 18300           | Thauvenay                      |
| 18263 | 18100           | Thénioux                       |
| 18264 | 18260           | Thou                           |
| 18265 | 18320           | Torteron                       |
| 18266 | 18160           | Touchay                        |
| 18267 | 18570           | Trouy (CAB)                    |
| 18268 | 18190           | Uzay-le-Venon                  |
| 18269 | 18260           | Vailly-sur-Sauldre             |
| 18270 | 18190           | Vallenay                       |
| 18271 | 18110           | Vasselay                       |
| 18272 | 18300           | Veaugues                       |
| 18273 | 18190           | Venesmes                       |
| 18274 | 18300           | Verdigny                       |
| 18275 | 18600           | Vereaux                        |
| 18276 | 18210           | Vernais                        |
| 18277 | 18210           | Verneuil                       |
| 18278 | 18360           | Vesdun                         |
| 18279 | 18100           | Vierzon                        |
| 18280 | 18110           | Vignoux-sous-les-Aix           |
| 18281 | 18500           | Vignoux-sur-Barangeon          |
| 18282 | 18800           | Villabon                       |
| 18283 | 18160           | Villecelin                     |
| 18284 | 18260           | Villegenon                     |
| 18285 | 18400           | Villeneuve-sur-Cher            |
| 18286 | 18800           | Villequiers                    |
| 18287 | 18300           | Vinon                          |
| 18288 | 18340           | Vorly                          |
| 18289 | 18130           | Vornay                         |
| 18290 | 18330           | Vouzeron                       |